# Poluotok Molunat
Poluotok Molunat este o arie protejată (sit de importanță comunitară — SCI) din Croația întinsă pe o suprafață de 6,94 ha, integral pe uscat.

## Localizare
Centrul sitului Poluotok Molunat este situat la coordonatele 42°27′11″N 18°25′08″E / 42.453°N 18.419°E.

## Înființare
Situl Poluotok Molunat a fost declarat sit de importanță comunitară în iulie 2013 pentru a proteja un număr necunoscut de specii din flora spontană și fauna sălbatică aflate în arealul zonei.

## Biodiversitate
Situată în ecoregiunea mediteraneană, aria protejată conține 2 habitate naturale: Pante stâncoase calcaroase cu vegetație casmofită, Faleze cu vegetație de Limonium spp. endemic de pe coastele mediteraneene.
La baza desemnării sitului se află un număr nedeclarat de specii protejate.